# 러시아의 여자 배우 목록

## 가
- 타마라 게바
- 인나 고메스
- 니키타 그로스
- 올가 그조프스카야

## 다
- 갈리나 다닐로바
- 다아나 델
- 나탈리아 드보레츠카야
- 올가 디호비치나야

## 라
- 일레야 레오니도프
- 나탈리아 리센코

## 마
- 안토니나 마카로바
- 타마라 마카로바
- 베라 마레츠카야
- 바르바라 마살리티노바
- 베라 말리노브스카야
- 산드라 밀로바노프

## 바
- 베라 바라노놉스카야
- 마리아 바라바노바
- 마리아 바바노바
- 올가 바클라노바
- 니나 반나
- 아다 보치크
- 세라피마 비르만

## 사
- 니나 샤타르니코바
- 율리아 솔른체바
- 아넬 수다케비치
- 안나 스텐

## 아
- 니나 아가포바
- 폴리나 아구레예바
- 다니야 아기셰바
- 아나스타시야 아라비나
- 이아 아레피나
- 올가 아로세바
- 타티야나 아른트골츠
- 나탈리야 아린바사로바
- 타티야나 아브라모바
- 이리나 아펙시모바
- 나탈리야 안드레이첸코
- 스베틀라나 안토노바
- 베라 알렌토바
- 베라 오를로바
- 마리아 우스펜스카야

## 자
- 알렉산드라 조리나
- 올가 지즈네바

## 차
- 올가 체호바

## 카
- 베라 카랄리
- 리디아 코레네바
- 갈리나 크라브첸코

## 타
- 라리사 타르코브스카야
- 율리야 타크시나
- 발렌티나 탈리지나

## 파
- 타티아나 파블로바
- 바바르라 포포바
- 엘리자베타 피나에바

## 하
- 베라 홀로드나야